# 藤井雄一郎
藤井 雄一郎（ふじい ゆういちろう、1969年5月28日 - ）は、静岡ブルーレヴズの監督。元ラグビー選手で、現役時代のポジションはセンター(CTB)、ウィング(WTB)。次男の藤井達哉もラグビー選手（現・NECグリーンロケッツ東葛）。

## 経歴
天理高等学校、名城大学卒、社会人ではニコニコ堂、サニックスで2001年までプレーした。
2002年に母校である名城大学のヘッドコーチに就任。就任一年目で中京大学の東海リーグ133連勝を止め、翌年、大学選手権出場は逃したが、20年ぶりの東海リーグ優勝に導いた。 
2004年、サニックスに復帰しバックスコーチとなる、2005年には監督に就任。トップリーグ昇格当初低迷が続いたサニックスだが、藤井の監督就任後（12位→9位→12位→11位→7位→8位）、3度の入替戦を行っているものの、着実に順位を上げ、1度もトップリーグからの降格はしていない。
トップリーグ唯一の雑草集団と言われるチームを率い、残した戦績は日本ラグビー界から高い評価を受ける。
2013年豊田自動織機に入れ替え戦で破れ降格、2014年シーズンは九州リーグトップチャレンジ全勝でトップリーグに復帰したが、最下位に終り1年で再降格した。2015年シーズンは九州リーグトップチャレンジ全勝で入れ替え戦でもNTTドコモレッドハリケーンズに勝利して1年でトップリーグに復帰した。
2016年より現役監督としては初めて日本協会理事となる。
2018年サンウルブズに所属、キャンペーンディレクターを経てGMに就任、サニックスの監督を退任、日本ラグビーフットボール協会１５人制代表副強化委員長に就任。
2019年のワールドカップでは、ラグビー日本代表チームの強化委員長として、史上初のベスト８に貢献する。2021年に強化委員長の役職はナショナルチームディレクターへと名称変更された。
2023年8月21日、静岡ブルーレヴズの監督に就任した。ワールドカップ2023終了後の11月8日、男子15人制日本代表ナショナルチームディレクターを退任。